# Asienspiele 2018/Fußball
Bei den Asienspielen 2018 in Indonesien wurden vom 10. August bis zum 1. September 2018 zwei Wettbewerbe im Fußball ausgetragen. Am Turnier der Männern nahmen 25 Mannschaften teil, bei den Frauen waren es 11 Mannschaften. Ausgetragen wurden die Spiele nicht nur in Palembang auf Sumatra, sondern auch in den auf der Nachbarinsel Java liegenden Städten Bekasi, Cibinong, Cikarang und Soreang.
Wie seit dem Turnier 2002 in Busan wurden bei den Männern nur U-23-Mannschaften zugelassen, die mit maximal drei älteren Athleten verstärkt werden durften. Diese Einschränkung gab es bei den Frauen nicht.
Das Turnier der Männer gewann Südkorea mit einem 2:1-Sieg nach Verlängerung im Finale gegen Japan. Im Spiel um Bronze setzten sich die Vereinigten Arabischen Emirate mit 4:3 im Elfmeterschießen gegen den Vietnam durch. Torschützenkönig wurde der Südkoreaner Hwang Ui-jo mit neun Treffern. Bei den Frauen gewann Japan das Finale gegen China mit 1:0. Die Bronzemedaille sicherte sich Südkorea mit einem 4:0-Sieg gegen Chinese Taipei. Torschützenkönigin wurde die Chinesin Wang Shanshan mit zwölf Toren.

## Spielorte
Die Spiele wurden in sechs verschiedenen Stadien in fünf Städten Indonesiens ausgetragen. Neben zwei Stadien in Palembang auf der Insel Sumatra, befanden sich die restlichen vier auf der Nachbarinsel Java rund um die Landeshauptstadt Jakarta. Das Spiel um Bronze und das Endspiel der Männer fand im Pakansari Stadium statt, das Spiel um Bronze und das Endspiel der Frauen im Gelora-Sriwijaya-Stadion.
Drei der sechs Stadien verfügten über eine Kapazität zwischen 23.000 und 28.000 Zuschauern. Die beiden größten Stadion waren das Patriot-Candrabaga-Stadion in Bekasi und das Pakansari Stadium in Cibinong mit einer Kapazität von jeweils 30.000 Zuschauern, das kleinste Stadion hingegen, das Bumi-Sriwijaya-Stadion, bot nur Platz für 7.000 Zuschauer.
| Bekasi                                       | Cibinong                                | Cikarang                                |
| -------------------------------------------- | --------------------------------------- | --------------------------------------- |
| Patriot-Candrabaga-Stadion Kapazität: 30.000 | Pakansari Stadium Kapazität: 30.000     | Wibawa-Mukti-Stadion Kapazität: 28.000  |
| Patriot-Chandrabhaga-Stadion                 | Pakansari Stadium                       |                                         |
| Palembang                                    | Palembang                               | Soreang                                 |
| Gelora-Sriwijaya-Stadion Kapazität: 23.000   | Bumi-Sriwijaya-Stadion Kapazität: 7.000 | Jalak-Harupat-Stadion Kapazität: 27.000 |
| Gelora-Sriwijaya-Stadion                     |                                         | Jalak-Harupat-Stadion                   |

## Männerturnier

### Teilnehmer
Bis Ende Mai 2018 hatten sich insgesamt 32 Mannschaften zur Teilnahme angemeldet. An der Gruppenauslosung am 5. Juli 2018 in Jakarta nahmen dann nur 24 Teams teil. Die Mannschaften wurden entsprechend ihren Platzierungen beim letzten Fußballturnier der Asienspiele im September 2014 auf vier Lostöpfe verteilt und in sechs Gruppen mit jeweils vier Mannschaften gelost. Gastgeber Indonesien war bereits als Gruppenkopf der Gruppe A gesetzt.
Bei der ursprünglichen Auslosung wurden mit Palästina und den Vereinigten Arabischen Emiraten zwei Teams ausgelassen, sodass die beiden am 25. Juli 2018 in einer weiteren Auslosung einer der sechs Gruppen zugelost wurden. Palästina kam in Gruppe A und die Emirate in Gruppe E. Knapp eine Woche später zog der Irak seine Mannschaft vom Turnier zurück. Um alle Gruppen wieder auf eine Mindestgröße von vier Teams zu bringen, wurden die Emirate in einer weiteren Auslosung ausgewählt, den Irak in Gruppe C zu ersetzen.
Mit insgesamt 25 Mannschaften wurde kein neuer Rekord aufgestellt. Von den Teilnehmern 2014 fehlen mit Afghanistan, Indien, dem Irak, Jordanien, Kuwait, den Malediven, dem Oman, Singapur und Tadschikistan insgesamt neun Teams. Wieder dabei sind Syrien (letztmals 2006), Bahrain und Katar (beide letztmals 2010). Erstmals mit einer U-23-Mannschaft vertreten sind Chinese Taipei und Myanmar.
| Gruppe A       | Gruppe B    | Gruppe C             |
| -------------- | ----------- | -------------------- |
| Indonesien     | Thailand    | Ver. Arab. Emirate 1 |
| Hongkong       | Usbekistan  | China                |
| Laos           | Bangladesch | Osttimor             |
| Chinese Taipei | Katar       | Syrien               |
| Palästina 1    |             |                      |
| Gruppe D       | Gruppe E    | Gruppe F             |
| Japan          | Südkorea    | Nordkorea            |
| Vietnam        | Kirgisistan | Saudi-Arabien        |
| Pakistan       | Malaysia    | Iran                 |
| Nepal          | Bahrain     | Myanmar              |

Anmerkung

### Gruppenphase
Die Gruppensieger und -zweiten qualifizierten sich zusammen mit den vier besten Gruppendritten für das Achtelfinale, die restlichen Dritt- und Viertplatzierten schieden aus dem Wettbewerb aus. Bei Punktgleichheit zweier oder mehrerer Mannschaften wurde die Platzierung durch folgende Kriterien ermittelt:
1. Anzahl Punkte im direkten Vergleich
2. Tordifferenz im direkten Vergleich
3. Anzahl Tore im direkten Vergleich
4. Tordifferenz aus allen Gruppenspielen
5. Anzahl Tore in allen Gruppenspielen
6. Wenn es nur um zwei Mannschaften geht und diese beiden auf dem Platz stehen, kommt es zwischen diesen zu einem Elfmeterschießen.
7. Niedrigere Anzahl Punkte durch Gelbe und Rote Karten (Gelbe Karte 1 Punkt, Gelb-Rote und Rote Karte 3 Punkte, Gelbe Karte auf die eine direkte Rote Karte folgt 4 Punkte)
8. Losziehung

#### Gruppe A
| Pl. | Land           | Sp. | S | U | N | Tore    | Diff. | Punkte |
| --- | -------------- | --- | - | - | - | ------- | ----- | ------ |
| 1.  | Indonesien     | 4   | 3 | 0 | 1 | 011:300 | +8    | 09     |
| 2.  | Palästina      | 4   | 2 | 2 | 0 | 005:300 | +2    | 08     |
| 3.  | Hongkong       | 4   | 2 | 1 | 1 | 009:500 | +4    | 07     |
| 4.  | Laos           | 4   | 1 | 0 | 3 | 004:800 | −4    | 03     |
| 5.  | Chinese Taipei | 4   | 0 | 1 | 3 | 000:100 | −10   | 01     |

| 10. August 2018, 16:00 Uhr (11:00 Uhr MESZ) in Bekasi   |   |                |           |
| Laos                                                    | – | Hongkong       | 1:3 (0:2) |
| 10. August 2018, 19:00 Uhr (14:00 Uhr MESZ) in Bekasi   |   |                |           |
| Palästina                                               | – | Chinese Taipei | 0:0       |
| 12. August 2018, 16:00 Uhr (11:00 Uhr MESZ) in Bekasi   |   |                |           |
| Palästina                                               | – | Laos           | 2:1 (0:1) |
| 12. August 2018, 19:00 Uhr (14:00 Uhr MESZ) in Bekasi   |   |                |           |
| Chinese Taipei                                          | – | Indonesien     | 0:4 (0:0) |
| 15. August 2018, 16:00 Uhr (11:00 Uhr MESZ) in Bekasi   |   |                |           |
| Hongkong                                                | – | Chinese Taipei | 4:0 (4:0) |
| 15. August 2018, 19:00 Uhr (14:00 Uhr MESZ) in Bekasi   |   |                |           |
| Indonesien                                              | – | Palästina      | 1:2 (1:1) |
| 17. August 2018, 16:00 Uhr (11:00 Uhr MESZ) in Bekasi   |   |                |           |
| Hongkong                                                | – | Palästina      | 1:1 (0:1) |
| 17. August 2018, 19:00 Uhr (14:00 Uhr MESZ) in Bekasi   |   |                |           |
| Laos                                                    | – | Indonesien     | 0:3 (0:1) |
| 20. August 2018, 19:00 Uhr (14:00 Uhr MESZ) in Bekasi   |   |                |           |
| Indonesien                                              | – | Hongkong       | 3:1 (0:1) |
| 20. August 2018, 19:00 Uhr (14:00 Uhr MESZ) in Cibinong |   |                |           |
| Chinese Taipei                                          | – | Laos           | 0:2 (0:1) |

#### Gruppe B
| Pl. | Land        | Sp. | S | U | N | Tore    | Diff. | Punkte |
| --- | ----------- | --- | - | - | - | ------- | ----- | ------ |
| 1.  | Usbekistan  | 3   | 3 | 0 | 0 | 010:000 | +10   | 09     |
| 2.  | Bangladesch | 3   | 1 | 1 | 1 | 002:400 | −2    | 04     |
| 3.  | Thailand    | 3   | 0 | 2 | 1 | 002:300 | −1    | 02     |
| 4.  | Katar       | 3   | 0 | 1 | 2 | 001:800 | −7    | 01     |

| 14. August 2018, 16:00 Uhr (11:00 Uhr MESZ) in Cibinong |   |             |           |
| Usbekistan                                              | – | Bangladesch | 3:0 (1:0) |
| 14. August 2018, 19:00 Uhr (14:00 Uhr MESZ) in Cibinong |   |             |           |
| Thailand                                                | – | Katar       | 1:1 (0:1) |
| 16. August 2018, 16:00 Uhr (11:00 Uhr MESZ) in Cibinong |   |             |           |
| Bangladesch                                             | – | Thailand    | 1:1 (1:1) |
| 16. August 2018, 19:00 Uhr (14:00 Uhr MESZ) in Cibinong |   |             |           |
| Katar                                                   | – | Usbekistan  | 0:6 (0:2) |
| 19. August 2018, 19:00 Uhr (14:00 Uhr MESZ) in Bekasi   |   |             |           |
| Bangladesch                                             | – | Katar       | 1:0 (0:0) |
| 19. August 2018, 19:00 Uhr (14:00 Uhr MESZ) in Cibinong |   |             |           |
| Thailand                                                | – | Usbekistan  | 0:1 (0:1) |

#### Gruppe C
| Pl. | Land               | Sp. | S | U | N | Tore    | Diff. | Punkte |
| --- | ------------------ | --- | - | - | - | ------- | ----- | ------ |
| 1.  | China              | 3   | 3 | 0 | 0 | 011:100 | +10   | 09     |
| 2.  | Syrien             | 3   | 2 | 0 | 1 | 006:500 | +1    | 06     |
| 3.  | Ver. Arab. Emirate | 3   | 1 | 0 | 2 | 005:400 | +1    | 03     |
| 4.  | Osttimor           | 3   | 0 | 0 | 3 | 003:150 | −12   | 0      |

| 14. August 2018, 16:00 Uhr (11:00 Uhr MESZ) in Soreang  |   |                    |           |
| China                                                   | – | Osttimor           | 6:0 (5:0) |
| 14. August 2018, 19:00 Uhr (14:00 Uhr MESZ) in Soreang  |   |                    |           |
| Ver. Arab. Emirate                                      | – | Syrien             | 0:1 (0:0) |
| 16. August 2018, 16:00 Uhr (11:00 Uhr MESZ) in Soreang  |   |                    |           |
| Osttimor                                                | – | Ver. Arab. Emirate | 1:4 (0:3) |
| 16. August 2018, 19:00 Uhr (14:00 Uhr MESZ) in Soreang  |   |                    |           |
| Syrien                                                  | – | China              | 0:3 (0:2) |
| 19. August 2018, 16:00 Uhr (11:00 Uhr MESZ) in Cikarang |   |                    |           |
| Osttimor                                                | – | Syrien             | 2:5 (1:2) |
| 19. August 2018, 19:00 Uhr (14:00 Uhr MESZ) in Soreang  |   |                    |           |
| Ver. Arab. Emirate                                      | – | China              | 1:2 (1:1) |

#### Gruppe D
| Pl. | Land     | Sp. | S | U | N | Tore    | Diff. | Punkte |
| --- | -------- | --- | - | - | - | ------- | ----- | ------ |
| 1.  | Vietnam  | 3   | 3 | 0 | 0 | 006:000 | +6    | 09     |
| 2.  | Japan    | 3   | 2 | 0 | 1 | 005:100 | +4    | 06     |
| 3.  | Pakistan | 3   | 1 | 0 | 2 | 002:800 | −6    | 03     |
| 4.  | Nepal    | 3   | 0 | 0 | 3 | 001:500 | −4    | 0      |

| 14. August 2018, 16:00 Uhr (11:00 Uhr MESZ) in Cikarang |   |          |           |
| Vietnam                                                 | – | Pakistan | 3:0 (2:0) |
| 14. August 2018, 19:00 Uhr (14:00 Uhr MESZ) in Cikarang |   |          |           |
| Japan                                                   | – | Nepal    | 1:0 (1:0) |
| 16. August 2018, 16:00 Uhr (11:00 Uhr MESZ) in Cikarang |   |          |           |
| Pakistan                                                | – | Japan    | 0:4 (0:4) |
| 16. August 2018, 19:00 Uhr (14:00 Uhr MESZ) in Cikarang |   |          |           |
| Nepal                                                   | – | Vietnam  | 0:2 (0:1) |
| 19. August 2018, 16:00 Uhr (11:00 Uhr MESZ) in Bekasi   |   |          |           |
| Pakistan                                                | – | Nepal    | 2:1 (0:1) |
| 19. August 2018, 16:00 Uhr (11:00 Uhr MESZ) in Cikarang |   |          |           |
| Japan                                                   | – | Vietnam  | 0:1 (0:1) |

#### Gruppe E
| Pl. | Land        | Sp. | S | U | N | Tore    | Diff. | Punkte |
| --- | ----------- | --- | - | - | - | ------- | ----- | ------ |
| 1.  | Malaysia    | 3   | 2 | 0 | 1 | 007:500 | +2    | 06     |
| 2.  | Südkorea    | 3   | 2 | 0 | 1 | 008:200 | +6    | 06     |
| 3.  | Bahrain     | 3   | 1 | 1 | 1 | 005:100 | −5    | 04     |
| 4.  | Kirgisistan | 3   | 0 | 1 | 2 | 003:600 | −3    | 01     |

| 15. August 2018, 16:00 Uhr (11:00 Uhr MESZ) in Soreang  |   |             |           |
| Kirgisistan                                             | – | Malaysia    | 1:3 (0:1) |
| 15. August 2018, 19:00 Uhr (14:00 Uhr MESZ) in Soreang  |   |             |           |
| Südkorea                                                | – | Bahrain     | 6:0 (5:0) |
| 17. August 2018, 16:00 Uhr (11:00 Uhr MESZ) in Soreang  |   |             |           |
| Bahrain                                                 | – | Kirgisistan | 2:2 (1:0) |
| 17. August 2018, 19:00 Uhr (14:00 Uhr MESZ) in Soreang  |   |             |           |
| Malaysia                                                | – | Südkorea    | 2:1 (2:0) |
| 20. August 2018, 19:00 Uhr (14:00 Uhr MESZ) in Soreang  |   |             |           |
| Südkorea                                                | – | Kirgisistan | 1:0 (0:0) |
| 20. August 2018, 19:00 Uhr (14:00 Uhr MESZ) in Cikarang |   |             |           |
| Malaysia                                                | – | Bahrain     | 2:3 (1:2) |

#### Gruppe F
| Pl. | Land          | Sp. | S | U | N | Tore    | Diff. | Punkte |
| --- | ------------- | --- | - | - | - | ------- | ----- | ------ |
| 1.  | Iran          | 3   | 1 | 1 | 1 | 003:200 | +1    | 04     |
| 2.  | Nordkorea     | 3   | 1 | 1 | 1 | 004:400 | ±0    | 04     |
| 3.  | Saudi-Arabien | 3   | 1 | 1 | 1 | 003:300 | ±0    | 04     |
| 4.  | Myanmar       | 3   | 1 | 1 | 1 | 003:400 | −1    | 04     |

| 15. August 2018, 16:00 Uhr (11:00 Uhr MESZ) in Cikarang |   |               |           |
| Saudi-Arabien                                           | – | Iran          | 0:0       |
| 15. August 2018, 19:00 Uhr (14:00 Uhr MESZ) in Cikarang |   |               |           |
| Nordkorea                                               | – | Myanmar       | 1:1 (0:1) |
| 17. August 2018, 16:00 Uhr (11:00 Uhr MESZ) in Cikarang |   |               |           |
| Iran                                                    | – | Nordkorea     | 3:0 (1:0) |
| 17. August 2018, 19:00 Uhr (14:00 Uhr MESZ) in Cikarang |   |               |           |
| Myanmar                                                 | – | Saudi-Arabien | 0:3 (0:1) |
| 20. August 2018, 16:00 Uhr (11:00 Uhr MESZ) in Bekasi   |   |               |           |
| Iran                                                    | – | Myanmar       | 0:2 (0:0) |
| 20. August 2018, 16:00 Uhr (11:00 Uhr MESZ) in Cikarang |   |               |           |
| Nordkorea                                               | – | Saudi-Arabien | 3:0 (2:0) |

#### Rangliste der Gruppendritten
Um alle Gruppendritten vergleichbar zu machen, wurden in Gruppe A die Spiele des Gruppendritten gegen den Gruppenletzten nicht berücksichtigt. Bei Punktgleichheit zweier oder mehrerer Mannschaften wurde die Platzierung durch folgende Kriterien ermittelt:
1. Tordifferenz in allen gewerteten Gruppenspielen
2. Anzahl Tore in allen gewerteten Gruppenspielen
3. Niedrigere Anzahl Punkte durch Gelbe und Rote Karten in allen gewerteten Gruppenspielen
(Gelbe Karte 1 Punkt, Gelb-Rote und Rote Karte 3 Punkte, Gelbe Karte auf die eine direkte Rote Karte folgt 4 Punkte)
4. Losziehung

| Pl. | Land               | Sp. | S | U | N | Tore    | Diff. | Punkte | Gruppe |
| --- | ------------------ | --- | - | - | - | ------- | ----- | ------ | ------ |
| 1.  | Hongkong           | 3   | 1 | 1 | 1 | 005:500 | ±0    | 04     | A      |
| 2.  | Saudi-Arabien      | 3   | 1 | 1 | 1 | 003:300 | ±0    | 04     | F      |
| 3.  | Bahrain            | 3   | 1 | 1 | 1 | 005:100 | −5    | 04     | E      |
| 4.  | Ver. Arab. Emirate | 3   | 1 | 0 | 2 | 005:400 | +1    | 03     | C      |
| 5.  | Pakistan           | 3   | 1 | 0 | 2 | 002:800 | −6    | 03     | D      |
| 6.  | Thailand           | 3   | 0 | 2 | 1 | 002:300 | −1    | 02     | B      |

### Finalrunde

#### Achtelfinale
| 23. August 2018, 16:00 Uhr (11:00 Uhr MESZ) in Bekasi   |   |                    |                                 |
| Palästina                                               | – | Syrien             | 0:1 (0:0)                       |
| 23. August 2018, 16:00 Uhr (11:00 Uhr MESZ) in Cikarang |   |                    |                                 |
| Usbekistan                                              | – | Hongkong           | 3:0 (1:0)                       |
| 23. August 2018, 19:30 Uhr (14:30 Uhr MESZ) in Bekasi   |   |                    |                                 |
| Vietnam                                                 | – | Bahrain            | 1:0 (0:0)                       |
| 23. August 2018, 19:30 Uhr (14:30 Uhr MESZ) in Cikarang |   |                    |                                 |
| Iran                                                    | – | Südkorea           | 0:2 (0:1)                       |
| 24. August 2018, 16:00 Uhr (11:00 Uhr MESZ) in Bekasi   |   |                    |                                 |
| China                                                   | – | Saudi-Arabien      | 3:4 (0:3)                       |
| 24. August 2018, 16:00 Uhr (11:00 Uhr MESZ) in Cikarang |   |                    |                                 |
| Indonesien                                              | – | Ver. Arab. Emirate | 2:2 n. V. (0:1, 2:2), 3:4 i. E. |
| 24. August 2018, 19:30 Uhr (14:30 Uhr MESZ) in Bekasi   |   |                    |                                 |
| Malaysia                                                | – | Japan              | 0:1 (0:0)                       |
| 24. August 2018, 19:30 Uhr (14:30 Uhr MESZ) in Cikarang |   |                    |                                 |
| Bangladesch                                             | – | Nordkorea          | 1:3 (0:2)                       |

#### Viertelfinale
| 27. August 2018, 16:00 Uhr (11:00 Uhr MESZ) in Bekasi   |   |           |                                 |
| Usbekistan                                              | – | Südkorea  | 3:4 n. V. (1:2, 3:3)            |
| 27. August 2018, 16:00 Uhr (11:00 Uhr MESZ) in Cibinong |   |           |                                 |
| Saudi-Arabien                                           | – | Japan     | 1:2 (1:1)                       |
| 27. August 2018, 19:30 Uhr (14:30 Uhr MESZ) in Bekasi   |   |           |                                 |
| Syrien                                                  | – | Vietnam   | 0:1 n. V.                       |
| 27. August 2018, 19:30 Uhr (14:30 Uhr MESZ) in Cibinong |   |           |                                 |
| Ver. Arab. Emirate                                      | – | Nordkorea | 1:1 n. V. (0:0, 1:1), 5:3 i. E. |

#### Halbfinale
| 29. August 2018, 16:00 Uhr (11:00 Uhr MESZ) in Cibinong |   |                    |           |
| Vietnam                                                 | – | Südkorea           | 1:3 (0:2) |
| 29. August 2018, 19:30 Uhr (14:30 Uhr MESZ) in Cibinong |   |                    |           |
| Japan                                                   | – | Ver. Arab. Emirate | 1:0 (0:0) |

#### Spiel um Bronze
| 1. September 2018, 15:00 Uhr (10:00 Uhr MESZ) in Cibinong |   |                    |                      |
| Vietnam                                                   | – | Ver. Arab. Emirate | 1:1 (1:1), 3:4 i. E. |

#### Finale
| Südkorea                                                                           | Südkorea | Japan | Japan |
| ---------------------------------------------------------------------------------- | --- | --- | ----- |
| Südkorea                                                                           | \| Finale \| \| 1. September 2018 um 18:30 Uhr (13:30 Uhr MESZ) in Cibinong (Wibawa-Mukti-Stadion) \| \| Ergebnis: 2:1 n. V. (0:0) \| \| Schiedsrichter: Aziz Azimov ( Usbekistan) \|                                                                                 | \| Finale \| \| 1. September 2018 um 18:30 Uhr (13:30 Uhr MESZ) in Cibinong (Wibawa-Mukti-Stadion) \| \| Ergebnis: 2:1 n. V. (0:0) \| \| Schiedsrichter: Aziz Azimov ( Usbekistan) \|                                                                                  | Japan |
| Südkorea                                                                           | Jo Hyeon-woo – Kim Jin-ya, Kim Min-jae (57. Lee Seung-woo), Kim Moon-hwan – Hwang In-beom, Kim Jung-min, Lee Jin-hyun (88. Jang Yun-ho), Cho Yu-min – Hwang Hee-chan, Son Heung-min (120.+1' Na Sang-ho), Hwang Ui-jo (118. Hwang Hyun-soo) Cheftrainer: Kim Hak-beom | Ryōsuke Kojima – Kō Itakura, Yūgo Tatsuta, Daiki Sugioka (91. Keita Endō), Teruki Hara – Yōichi Naganuma (99. Ryō Hatsuse), Kōta Watanabe (109. Yūta Kamiya), Taishi Matsumoto, Kōji Miyoshi, Yūto Iwasaki (106. Reo Hatate) – Ayase Ueda Cheftrainer: Hajime Moriyasu | Japan |
| Südkorea                                                                           | 1:0 Lee S. (93.) 2:0 Hwang He. (101.) | 2:1 Ueda (115.) | Japan |
| Südkorea                                                                           | Hwang He. (48.), Lee S. (106.), Jo (119.) | Itakura (82.), Naganuma (97.) | Japan |
| Finale                                                                             | | |       |
| 1. September 2018 um 18:30 Uhr (13:30 Uhr MESZ) in Cibinong (Wibawa-Mukti-Stadion) | | |       |
| Ergebnis: 2:1 n. V. (0:0)                                                          | | |       |
| Schiedsrichter: Aziz Azimov ( Usbekistan)                                          | | |       |

### Torschützenliste
Nachfolgend sind die besten Torschützen des Turniers aufgeführt. Bei gleicher Anzahl an Toren sind die Spieler alphabetisch sortiert.
| Rang | Nat                          | Spieler             | Tore |
| ---- | ---------------------------- | ------------------- | ---- |
| 01   | Korea Sud                    | Hwang Ui-jo         | 9    |
| 02   | Usbekistan                   | Ikromjon Alibaev    | 5    |
| 03   | Vereinigte Arabische Emirate | Zayed al-Ameri      | 4    |
|      | Indonesien                   | Alberto Gonçalves   | 4    |
|      | Japan                        | Yūto Iwasaki        | 4    |
|      | Korea Nord                   | Kim Yu-song         | 4    |
|      | Korea Sud                    | Lee Seung-woo       | 4    |
|      | Indonesien                   | Stefano Lilipaly    | 4    |
|      | Malaysia                     | Safawi Rasid        | 4    |
|      | Usbekistan                   | Zabikhillo Urinboev | 4    |
|      | China Volksrepublik          | Wei Shihao          | 4    |

### Schiedsrichter
Beim Männerturnier kamen die folgenden 24 Schiedsrichter aus ebensovielen Ländern zum Einsatz.
- Shaun Evans
- Ammar Mahfoodh
- Zhang Lei
- Yu Ming-hsun
- Lau Fong Hei
- Zaid Thamer Mohammed
- Bijan Heidari
- Takuto Okabe
- Ahmad Ibrahim
- Timur Faizullin
- Ali Shaban
- Ali Reda
- Suhaizi Shukri
- Mahmood al-Majarafi
- Baraa Aisha
- Mohammed al-Hoaish
- Chuan Hui Foo
- Gamini Nivon
- Kim Dae-yong
- Masoud Tufaylieh
- Nasrullo Kabirow
- Tscharymurat Kurabnow
- Aziz Azimov
- Sultan al-Marzooqi

## Frauenturnier

### Teilnehmer
Die Gruppenauslosung fand am 5. Juli 2018 in Jakarta statt. Die Mannschaften wurden entsprechend ihren Platzierungen beim letzten Fußballturnier der Asienspiele im September 2014 auf vier Lostöpfe verteilt und in zwei Gruppen mit vier und einer Gruppe mit drei Mannschaften gelost. Gastgeber Indonesien war bereits als Gruppenkopf der Gruppe A gesetzt.
Mit insgesamt elf Mannschaften wurde der Rekord von 2014 eingestellt. Von den Teilnehmern 2014 fehlen mit Indien und Jordanien nur zwei Teams. Erstmals mit einer Frauenmannschaft vertreten sind Indonesien und Tadschikistan.
| Gruppe 1       | Gruppe 2      | Gruppe 3 |
| -------------- | ------------- | -------- |
| Indonesien     | Nordkorea     | Japan    |
| Südkorea       | China         | Vietnam  |
| Chinese Taipei | Hongkong      | Thailand |
| Malediven      | Tadschikistan |          |

### Gruppenphase
Die Gruppensieger und -zweiten qualifizierten sich zusammen mit den zwei besten Gruppendritten für das Viertelfinale, die restlichen Teams schieden aus dem Wettbewerb aus. Bei Punktgleichheit zweier oder mehrerer Mannschaften wurde die Platzierung durch folgende Kriterien ermittelt:
1. Anzahl Punkte im direkten Vergleich
2. Tordifferenz im direkten Vergleich
3. Anzahl Tore im direkten Vergleich
4. Tordifferenz aus allen Gruppenspielen
5. Anzahl Tore in allen Gruppenspielen
6. Wenn es nur um zwei Mannschaften geht und diese beiden auf dem Platz stehen, kommt es zwischen diesen zu einem Elfmeterschießen.
7. Niedrigere Anzahl Punkte durch Gelbe und Rote Karten (Gelbe Karte 1 Punkt, Gelb-Rote und Rote Karte 3 Punkte, Gelbe Karte auf die eine direkte Rote Karte folgt 4 Punkte)
8. Losziehung

#### Gruppe 1
| Pl. | Land           | Sp. | S | U | N | Tore    | Diff. | Punkte |
| --- | -------------- | --- | - | - | - | ------- | ----- | ------ |
| 1.  | Südkorea       | 3   | 3 | 0 | 0 | 022:100 | +21   | 09     |
| 2.  | Chinese Taipei | 3   | 2 | 0 | 1 | 012:200 | +10   | 06     |
| 3.  | Indonesien     | 3   | 1 | 0 | 2 | 006:160 | −10   | 03     |
| 4.  | Malediven      | 3   | 0 | 0 | 3 | 000:210 | −21   | 0      |

| 16. August 2018, 15:00 Uhr (10:00 Uhr MESZ) in Palembang (Gelora) |   |                |            |
| Südkorea                                                          | – | Chinese Taipei | 2:1 (1:0)  |
| 16. August 2018, 18:30 Uhr (13:30 Uhr MESZ) in Palembang (Gelora) |   |                |            |
| Indonesien                                                        | – | Malediven      | 6:0 (3:0)  |
| 19. August 2018, 15:30 Uhr (10:30 Uhr MESZ) in Palembang (Gelora) |   |                |            |
| Malediven                                                         | – | Südkorea       | 0:8 (0:4)  |
| 19. August 2018, 18:30 Uhr (13:30 Uhr MESZ) in Palembang (Gelora) |   |                |            |
| Chinese Taipei                                                    | – | Indonesien     | 4:0 (4:0)  |
| 21. August 2018, 18:30 Uhr (13:30 Uhr MESZ) in Palembang (Gelora) |   |                |            |
| Indonesien                                                        | – | Südkorea       | 0:12 (0:5) |
| 21. August 2018, 18:30 Uhr (13:30 Uhr MESZ) in Palembang (Bumi)   |   |                |            |
| Chinese Taipei                                                    | – | Malediven      | 7:0 (4:0)  |

#### Gruppe 2
| Pl. | Land          | Sp. | S | U | N | Tore    | Diff. | Punkte |
| --- | ------------- | --- | - | - | - | ------- | ----- | ------ |
| 1.  | China         | 3   | 3 | 0 | 0 | 025:000 | +25   | 09     |
| 2.  | Nordkorea     | 3   | 2 | 0 | 1 | 024:200 | +22   | 06     |
| 3.  | Hongkong      | 3   | 1 | 0 | 2 | 006:160 | −10   | 03     |
| 4.  | Tadschikistan | 3   | 0 | 0 | 3 | 001:380 | −37   | 0      |

| 17. August 2018, 18:30 Uhr (13:30 Uhr MESZ) in Palembang (Bumi)   |   |               |            |
| Nordkorea                                                         | – | Tadschikistan | 16:0 (8:0) |
| 17. August 2018, 18:30 Uhr (13:30 Uhr MESZ) in Palembang (Gelora) |   |               |            |
| China                                                             | – | Hongkong      | 7:0 (4:0)  |
| 20. August 2018, 18:30 Uhr (13:30 Uhr MESZ) in Palembang (Gelora) |   |               |            |
| Tadschikistan                                                     | – | China         | 0:16 (0:3) |
| 20. August 2018, 18:30 Uhr (13:30 Uhr MESZ) in Palembang (Bumi)   |   |               |            |
| Hongkong                                                          | – | Nordkorea     | 0:8 (0:4)  |
| 22. August 2018, 18:30 Uhr (13:30 Uhr MESZ) in Palembang (Gelora) |   |               |            |
| Nordkorea                                                         | – | China         | 0:2 (0:1)  |
| 22. August 2018, 18:30 Uhr (13:30 Uhr MESZ) in Palembang (Bumi)   |   |               |            |
| Hongkong                                                          | – | Tadschikistan | 6:1 (5:1)  |

#### Gruppe 3
| Pl. | Land     | Sp. | S | U | N | Tore    | Diff. | Punkte |
| --- | -------- | --- | - | - | - | ------- | ----- | ------ |
| 1.  | Japan    | 2   | 2 | 0 | 0 | 009:000 | +9    | 06     |
| 2.  | Vietnam  | 2   | 1 | 0 | 1 | 003:900 | −6    | 03     |
| 3.  | Thailand | 2   | 0 | 0 | 2 | 002:500 | −3    | 0      |

| 16. August 2018, 18:30 Uhr (13:30 Uhr MESZ) in Palembang (Bumi)   |   |          |           |
| Thailand                                                          | – | Japan    | 0:2 (0:1) |
| 19. August 2018, 18:30 Uhr (13:30 Uhr MESZ) in Palembang (Bumi)   |   |          |           |
| Vietnam                                                           | – | Thailand | 3:2 (3:1) |
| 21. August 2018, 15:00 Uhr (10:00 Uhr MESZ) in Palembang (Gelora) |   |          |           |
| Japan                                                             | – | Vietnam  | 7:0 (3:0) |

#### Rangliste der Gruppendritten
Um alle Gruppendritten vergleichbar zu machen, wurden in Gruppe 1 und 2 die Spiele des Gruppendritten gegen den Gruppenletzten nicht berücksichtigt. Bei Punktgleichheit zweier oder mehrerer Mannschaften wurde die Platzierung durch folgende Kriterien ermittelt:
1. Tordifferenz in allen gewerteten Gruppenspielen
2. Anzahl Tore in allen gewerteten Gruppenspielen
3. Niedrigere Anzahl Punkte durch Gelbe und Rote Karten in allen gewerteten Gruppenspielen
(Gelbe Karte 1 Punkt, Gelb-Rote und Rote Karte 3 Punkte, Gelbe Karte auf die eine direkte Rote Karte folgt 4 Punkte)
4. Losziehung

| Pl. | Land       | Sp. | S | U | N | Tore    | Diff. | Punkte | Gruppe |
| --- | ---------- | --- | - | - | - | ------- | ----- | ------ | ------ |
| 1.  | Thailand   | 2   | 0 | 0 | 2 | 002:500 | −3    | 0      | 3      |
| 2.  | Hongkong   | 2   | 0 | 0 | 2 | 000:150 | −15   | 0      | 2      |
| 3.  | Indonesien | 2   | 0 | 0 | 2 | 000:160 | −16   | 0      | 1      |

### Finalrunde

#### Viertelfinale
| 24. August 2018, 16:00 Uhr (11:00 Uhr MESZ) in Palembang (Gelora) |   |           |                      |
| Südkorea                                                          | – | Hongkong  | 5:0 (3:0)            |
| 24. August 2018, 19:30 Uhr (14:30 Uhr MESZ) in Palembang (Gelora) |   |           |                      |
| Chinese Taipei                                                    | – | Vietnam   | 0:0 n. V., 4:3 i. E. |
| 25. August 2018, 16:00 Uhr (11:00 Uhr MESZ) in Palembang (Gelora) |   |           |                      |
| Japan                                                             | – | Nordkorea | 2:1 (1:0)            |
| 25. August 2018, 19:30 Uhr (14:30 Uhr MESZ) in Palembang (Gelora) |   |           |                      |
| China                                                             | – | Thailand  | 5:0 (1:0)            |

#### Halbfinale
| 28. August 2018, 16:00 Uhr (11:00 Uhr MESZ) in Palembang (Gelora) |   |       |           |
| Südkorea                                                          | – | Japan | 1:2 (0:1) |
| 28. August 2018, 19:30 Uhr (14:30 Uhr MESZ) in Palembang (Gelora) |   |       |           |
| Chinese Taipei                                                    | – | China | 0:1 (0:0) |

#### Spiel um Bronze
| 31. August 2018, 16:00 Uhr (11:00 Uhr MESZ) in Palembang (Gelora) |   |                |           |
| Südkorea                                                          | – | Chinese Taipei | 4:0 (2:0) |

#### Finale
| Japan                                                                                 | Japan | China | China |
| ------------------------------------------------------------------------------------- | --- | --- | ----- |
| Japan                                                                                 | \| Finale \| \| 31. August 2018 um 19:30 Uhr (14:30 Uhr MESZ) in Palembang (Gelora-Sriwijaya-Stadion) \| \| Ergebnis: 1:0 (0:0) \| \| Schiedsrichterin: Oh Hyeon-jeong ( Südkorea) \|                                  | \| Finale \| \| 31. August 2018 um 19:30 Uhr (14:30 Uhr MESZ) in Palembang (Gelora-Sriwijaya-Stadion) \| \| Ergebnis: 1:0 (0:0) \| \| Schiedsrichterin: Oh Hyeon-jeong ( Südkorea) \|       | China |
| Japan                                                                                 | Ayaka Yamashita – Aya Sameshima, Shiori Miyake, Risa Shimizu, Saori Ariyoshi – Emi Nakajima, Rin Sumida, Yui Hasegawa, Yūka Momiki (56. Yuika Sugasawa), Moeno Sakaguchi – Mana Iwabuchi Cheftrainerin: Asako Takakura | Zhao Lina – Wu Haiyan, Li Jiayue, Han Peng, Lou Jiahui – Yang Lina (90.+3' Xiao Yuyi), Gu Yasha, Zhang Rui – Wang Shuang, Li Ying (60. Zhao Rong), Wang Shanshan Cheftrainerin: Jia Xiuquan | China |
| Japan                                                                                 | 1:0 Sugasawa (90.) | | China |
| Japan                                                                                 | Han (88.), Wu (90.+1') | | China |
| Finale                                                                                | | |       |
| 31. August 2018 um 19:30 Uhr (14:30 Uhr MESZ) in Palembang (Gelora-Sriwijaya-Stadion) | | |       |
| Ergebnis: 1:0 (0:0)                                                                   | | |       |
| Schiedsrichterin: Oh Hyeon-jeong ( Südkorea)                                          | | |       |

### Torschützinnenliste
Nachfolgend sind die besten Torschützinnen des Turniers aufgeführt. Bei gleicher Anzahl an Toren sind die Spielerinnen alphabetisch sortiert.
| Rang | Nat                 | Spielerin      | Tore |
| ---- | ------------------- | -------------- | ---- |
| 01   | China Volksrepublik | Wang Shanshan  | 12   |
| 02   | Korea Sud           | Moon Mi-ra     | 06   |
|      | China Volksrepublik | Wang Shuang    | 06   |
| 04   | Korea Sud           | Lee Hyun-young | 05   |
|      | China Volksrepublik | Zhao Rong      | 05   |
| 06   | Korea Sud           | Ji So-yun      | 04   |
|      | Korea Nord          | Kim Yun-mi     | 04   |
|      | Korea Sud           | Son Hwa-yeon   | 04   |
|      | Korea Nord          | Sung Hyang-sim | 04   |
|      | Japan               | Yuika Sugasawa | 04   |

### Schiedsrichterinnen
Beim Frauenturnier kamen die folgenden elf Schiedsrichterinnen aus ebensovielen Ländern zum Einsatz.
- Rebecca Durcau
- Mi Siyu
- Lee Yi-chi
- Law Bik Chi
- Mahsa Ghorbani
- Asaka Koizumi
- Aye Thein Thein
- Oh Hyeon-jeong
- Pansa Chaisanit
- Anna Sidorova
- Bùi Thị Thu Trang